# Wacław Czerwiński
Wacław Czerwiński (Čortkiv, 16 novembre 1900 – Toronto, 17 giugno 1988) è stato un ingegnere polacco, progettista aeronautico specializzato negli alianti.

## Biografia
Wacław Czerwiński nacque il 16 novembre 1900 a Čortkiv.  Si laureò presso il Politecnico di Leopoli nel 1920, entrando fin dall'inizio nella Zwjązek Awiatycnzy Studentów Politechniki Lwowskiej (Z.A.S.P.L., Associazione aviatoria degli studenti dell'Università di Leopoli), fondata nel 1909.  Si appassionò al volo a vela ed alla costruzione di alanti, diventando uno dei più influenti progettisti polacchi. Nel 1923 la ZASPL, in gravi difficoltà economiche, venne ristrutturata, e nello stesso anno Czerwiński progettò il suo primo aliante, il CW-1. La sua costruzione andò avanti a fasi alterne fino al suo completamento, avvenuto nel 1928. Il CW-1 andò in volo per la prima volta il 26 maggio dello stesso anno sul campo d'aviazione di Łysa Góra, vicino a Zlotshev. Il collaudatore era Szczepan Grzeszczyk, destinato a divenire un grande pilota di alianti.
Nel 1926 la ZASPL avviò a Leopoli un'officina per la costruzione in serie degli alianti, destinati sia al mercato civile sia a quello militare. Il suo primo capo progettista fu Władisław Wielkoszewski. Nel 1928 i soci della ZASPL crearono l'Aeroclub Accademico di Leopoli, destinato ad addestrare i futuri aliantisti polacchi, dando vita, inoltre, all'Instytut Techniky Szybownictwa destinato a collaborare alla progettazione tecnica dei velivoli senza motore.
A partire dal 1929 Czerwiński curò i progetti degli alianti CW II, CW III, CW. IV e successivamente del CW 5. Nel 1934 erano già stati realizzati presso le officine ZASPL circa 100 alianti. Nel 1935 Czerwiński succedette a Wielkoszewski come capo progettista, mentre Wielkoszewski divenne direttore finanziario della società, che aveva seri problemi.
Il primo atto di Wielkoszewski fu di ampliare le officine, destinando le limitate risorse solo alla produzione in serie di selezionati tipi di alianti. Tale politica diede i suoi frutti, e nel 1937 una apposita commissione ministeriale ispezionò gli stabilimenti di Leopoli, destinati a confluire nella Podlaska Wytwórnia Samolotóv di Biała Podlaska il 5 maggio 1937. Dato il via alla fusione nell'agosto del 1937 la ZASPL venne ribattezzata Lwowskie Warsztaty Lotnicze (L.W.T.), e destinata alla produzione specifica degli alianti.
Intanto nel 1936 Czerwiński aveva realizzato, sulla base di un disegno del 1929, l'aliante W.W.S.1 Salamandra,  divenuto subito assai popolare e prodotto in 70 esemplari (50 dalla Wojskowe Warsztaty Szybowcowe e 20 dalla Ś.W.S.) prima dello scoppio della seconda guerra mondiale. L'aliante venne esportato in Estonia, Finlandia e Jugoslavia, mentre nel secondo dopoguerra venne realizzato su licenza anche in Cina.
Nel 1937 si tenne il 1º Campionato Internazionale di volo per Alianti alla Wasserkuppe, è la squadra polacca si presentò ben cinque alianti. Uno era il CW 5bis35, due dei Warsztaty Szybowcowe Orlik (disegnati da Antoni Kojan) e due dei nuovissimi PWS 101 progettati da Czerwiński. Nelle prestazioni erano probabilmente pari all'aliante più avanzato presentato in questo contesto, il prototipo Reiher di Hans Jacobs. Il Reiher presentò qualche problema di manovrabilità, mentre il PWS 101 non fece registrare alcun problema, ed ottenne ottimi risultati. Il primo giorno di gara (4 luglio 1937) i piloti tedeschi Hanna Reitsch e Heini Dittmar, il vincitore finale, effettuarono un volo di 351 km con obiettivo Amburgo, raggiunto anche dal pilota polacco Piotr Mynarski con un PWS 101. Con tale aliante il 18 maggio 1938 il pilota Tadeusz Góra volò per 577,8 km, superato solo dal precedente record mondiale di distanza, 652 km, stabilito dal pilota Rastourgyev in URSS. Nel 1938 Czerwiński presentò un miglioramento del PWS 101, designato PWS 102 Rekin destinato a partecipare alle competizioni internazionali. Il prototipo del PWS 102 Rekin (matricola SP-1126), volò per la prima volta all'inizio del 1939 ed ebbe subito un buon successo. Il Rekin partecipò all'ISTUS International Glider Contest tenutosi a Leopoli nel maggio del 1939, ottenendo risultati impressionanti. 
Il successivo PWS 102 bis (matricola SP 1361) era dotato di piccoli miglioramenti, come gli alettoni maggiorati.  Il successivo progetto di Czerwiński designato PWS 103, non risulta aver mai volato.
Inoltre in quegli anni realizzò presso la Podlaska Wytwórnia Samolotóv gli addestratori PWS-33 Wyżeł e PWS-41.
La guerra era ormai imminente. In seguito all'accordo Ribbentrop/Molotov nel settembre del 1939 la Germania invase la Polonia, cui seguì l'intervento dell'URSS che portò alla definitiva sconfitta polacca. Entrambi i nuovi alianti vennero catturati dall'Armata Rossa, che li impiegò per valutazioni. In seguito all'occupazione Czerwiński abbandonò la Polonia riparando dapprima in Francia, e successivamente in Gran Bretagna. Nel 1941 emigrò in Canada, andando a lavorare come ingegnere capo presso l'industria lignea Canadian Wooden Aircraft Company creata da Hilary Stykolt, un immigrato polacco. Tale industria iniziò a collaborare con la De Havilland Company, e Czerwiński sviluppò un metodo per curvare il legno multistrato, utilizzato per la realizzazione dei serbatoi ausiliari di carburante destinati ai cacciabombardieri De Havilland Mosquito.
Il suo interesse per volo a vela, però, non venne mai meno. Interessò numerosi dipendenti della De Havilland con cui formò un club aeronautico. Il volo a vela, come osservò in un articolo scritto per la rivista Flight nel giugno 1942, non esisteva in quel momento in Canada. Il primo progetto del club fu quello di costruire una versione canadese del W.W.S.1 Salamandra, designato Sparrow. Durante la fuga del suo paese d'origine Czerwiński non era stato in grado di salvare nessuno dei suoi progetti di alianti, ma poteva ricordare tutte le caratteristiche essenziali del Salamandra.
In Canada progettò un nuovo aliante quasi identico, il Robin. Gli amministratori della De Havilland Company riconobbero che gli alianti erano diventati importanti come parte dello sforzo bellico e si persuasero a fornire materiale e spazio presso l'officina. Altre società offrirono strumentazione e parti per il carrello di atterraggio. Chiamato Robin, l'aliante fu completato da parte dei dipendenti De Havilland nel tempo libero, sotto la supervisione di Czerwiński. Non si andò molto più in là di questo, perché le priorità del tempo di guerra presero il sopravvento e il lavoro venne interrotto.
Terminata la guerra, verso la fine del 1945, come scrisse Czerwiński nel periodico Canadian Aviation, il CWA 106 Robin era pronto per entrare in produzione. Egli suggerì tre modi per commercializzare l'aliante: aeromobile completo pronto al volo, kit da costruirsi presso un aeroclub, o a casa seguendo una serie di piani di costruzione. Il primo velivolo ad essere completato fu provato in volo sul Barkers Toronto Airport e diede ottimi risultati. Purtroppo anche in questo caso non ci fu molto interesse da parte del mercato civile, ma quando nel 1946 Czerwiński entrò a lavorare presso la Avro Canada, all'età di 46 anni, fece amicizia con un altro ingegnere appassionato di volo a vela, Beverley Shenstone, già presidente della Soaring Association of Canada.
Nel 1947 la British Gliding Association annunciò un concorso relativo ad un aliante biposto ad alto rendimento, dotato di un'apertura alare di 18 metri. Il bando di concorso dava ampio spazio all'inventiva dei progettisti. Secondo i termini del concorso, il progetto vincitore doveva essere costruito in serie, ma nessuna restrizione venne posta alla commercializzazione degli altri progetti presentati. Insieme Shenstone e Czerwiński progettarono e realizzarono l'Harbinger, interamente costruito in legno. L'Harbinger si piazzò al quinto posto nella competizione, mentre risultò vincitore il progetto presentato da Hugh Kendal, designato K-1. Purtroppo quando il K-1 venne costruito, dopo lunghi ritardi e molte modifiche, si dimostrò inadatto e pericoloso. Il prototipo, dopo molti tentativi per migliorarlo, venne demolito. Vennero realizzati due esemplari di Harbinger, uno completato in Inghilterra nel 1958 da Fred Coleman, mentre un altro fu completato in Canada. La collaborazione tra Czerwiński e Shenstone continuò ancora, e nel 1949 produssero il Loudon, un piccolo veleggiatore dotato di buone prestazioni, che batté il record canadese di distanza percorsa, ma rimase distrutto poco dopo, quando venne colpito da una raffica di vento al suolo che lo danneggiò irreparabilmente.
In seguito Czerwiński divenne membro del National Research Council di Ottawa, tenendo conferenze presso l'Università di Toronto. Si spense a Toronto il 17 giugno 1988.

## Realizzazioni
- CW I
- CW II
- CW III
- CW IV
- CW 5
- CWJ
- ITS-II
- CW 7
- CW 8
- PWS 101
- PWS 102 Rekin
- PWS 103
- PWS-33 Wyżeł
- PWS-41